# Uhrynów (rejon łucki)
Uhrynów (ukr. Угринів) – wieś na Ukrainie w rejonie łuckim obwodu wołyńskiego.

## Historia
Pod koniec XIX w. wieś w gminie Czaruków, w powiecie łuckim.
Do 2020 w rejonie horochowskim.